# الهبن (مذيخرة)

تعديل مصدري - تعديل

الهبن هي إحدى قرى عزلة الأفيوش بمديرية مذيخرة التابعة لمحافظة إب، بلغ تعداد سكانها 3822 نسمة حسب تعداد اليمن لعام 2004.